# José Rosas Aispuro
José Rosas Aispuro Torres (Tamazula de Victoria, Durango; 19 de octubre de 1961) es un abogado y político mexicano, miembro del Partido Acción Nacional. Fue gobernador de Durango entre 2016 y 2022.

## Biografía
Es licenciado en Derecho, tiene maestría, ha sido presidente municipal (2001 a 2004) de Durango, diputado local por el VI distrito en el Estado de Durango siendo presidente de la gran comisión,  ha sido en dos ocasiones diputado federal: en la LVI Legislatura de 1994 a 1997 en representación del III Distrito Electoral Federal de Durango y la LX Legislatura de 2006 a 2009 por Representación proporcional y Presidente del Comité Estatal del PRI en Durango, instituto político del cual renunciara a finales de 2009.
Compitió en las elecciones para gobernador del estado en el 2010 como candidato ciudadano abanderado de la Coalición Durango nos une Integrada por (PAN, PRD, Convergencia y PT) contra Jorge Herrera Caldera (PRI), elección en la que perdió con muy poca diferencia ante el candidato contrincante. 
En 2012, su partido lo lanzó como candidato a Senador, mismo cargo que ganó y llevó desde el 1 de septiembre de ese mismo año hasta 2016. Lo sucedió en el puesto el lic. Héctor David Flores Ávalos. El 1 de febrero de 2016 los partidos políticos PAN, el PRD, el PT y Convergencia le propusieron ser su candidato a la gubernatura, lo cual fue aceptado por él y oficialmente presentando como candidato de la alianza el mismo día. y desde entonces perfilar a Aispuro como virtual gobernador de Durango
El 5 de junio de 2016, el Instituto Estatal de Participación Ciudadana de Durango dio a conocer a través del Programa de Resultados Preliminares Electorales una ventaja irreversible de José Aispuro sobre Esteban Villegas candidato del Partido Revolucionario Institucional, convirtiéndose en el primer gobernante de oposición en la entidad dando un vuelco histórico a la forma en que se habían presentado los resultados electorales en los últimos 80 años.
El 15 de septiembre del mismo año toma posesión del cargo como primer Gobernador del Estado de Durango emanado de una fuerza política diferente al PRI cargo que desempeñó hasta el 14 de septiembre de 2022.
En mayo de 2023 fue vinculado a proceso acusado del delito de "ejercicio indebido de funciones" en contra de un periodista.